# Talsperre Porce III
Die Talsperre Porce III befindet sich am Río Porce bei Flusskilometer 75 im zentralen Norden Kolumbiens im Departamento de Antioquia. Sie wurde 2004–2011 fertiggestellt. Die Anlage wird von Empresas Públicas de Medellín (EPM) betrieben. Flussaufwärts befindet sich die Talsperre Porce II am Río Porce sowie das Wasserkraftwerk Guadalupe IV am Río Guadalupe.

## Talsperre
Das Bauwerk steht in der Gebirgskette der nördlichen zentralen Anden, 90 km nordöstlich der Stadt Medellín. Das Absperrbauwerk, ein CFR-Staudamm, ist 151 m hoch und 426 m lang. Am linken Widerlager ist die Hochwasserentlastung, sie kann durch ihre vier Öffnungen 10.850 m³ Wasser pro Sekunde durch eine Schussrinne über eine Schanze abführen.

## Stausee
Die Talsperre staut den Fluss auf einer Länge von etwa 11 km. Das Speichervolumen beträgt 169 Mio. m³, der nutzbare Stauraum 127 Mio. m³. Der Stausee bedeckt eine Fläche von maximal 461 ha. Das Einzugsgebiet umfasst ein Areal von 3698 km². Das Stauziel liegt bei 680 m.

## Wasserkraftwerk
Das Wasser wird über einen 12,3 km langen Tunnel (Durchmesser 10,2 m) sowie einem 300 m langen Druckstollen zum Kraftwerk (⊙) geleitet. Dieses befindet sich in zwei unterirdischen Kammern (eine für den Maschinenraum sowie eine für die Transformatoren). Das Kavernenkraftwerk verfügt über vier Francis-Turbinen. Die installierte Gesamtleistung beträgt 660 MW. Die Netto-Fallhöhe liegt bei 322 m. Pro Jahr können im Mittel 4254 GWh erzeugt werden. Unterhalb des Kraftwerks gelangt das Wasser über einen 900 m langen Tunnel zurück in den Fluss (⊙).